# Novara (provincie)
Novara is een provincie die gelegen is in het oosten van de Noord-Italiaanse regio Piëmont. In het oosten grenst ze aan de Lombardische provincies Varese en Milaan, in het zuiden aan de provincie Pavia. Ten westen van Novara ligt de provincie Vercelli. Verbano Cusio Ossola is de provincie die ten noorden ligt.

## Territorium
Het grootste gedeelte van de provincie maakt deel uit van de Povlakte en ligt ingeklemd tussen de rivieren Ticino en Sesia. In het gebied tussen de hoofdstad Novara en Vercelli wordt veel rijst verbouwd. Het noordelijkste deel is heuvelachtig en telt twee grote meren. Tot 1992 lag de provinciegrens een stuk noordelijker, tot de Zwitserse grens. Door de afscheiding van Verbania in 1992 is Novara ruim 60% van haar oppervlakte kwijtgeraakt.

## Bezienswaardigheden
De hoofdstad Novara valt al vanuit de verte op door de hoge toren van de basiliek San Gaudenzio. De enorme koepel (121 meter hoog) is een werk Alessandro Antonelli die ook de Mole van Turijn ontworpen heeft. Ten zuiden van de stad liggen de rijstvelden. Deze zijn op hun mooist in de vroege lente als deze vol water staan. In het noorden liggen de twee grote meren, die beide maar deels aan de provincie toebehoren. De meest oostelijke is het Lago Maggiore. De belangrijkste plaats is hier Arona waar het 23 meter hoge beeld van Carlo Borromeo staat. Tussen het Lago Maggiore en het nabije Lago d'Orta ligt de berg Mottarone die bij helder weer een spectaculair uitzicht biedt over de Povlakte en een zevental meren: Lago Maggiore, Ortameer, Meer van Varese, Meer van Mergozzo, Meer van Monate, Lago di Comabbio en het kleine Lago di Biandronno. Orta San Giulio is de belangrijkste plaats aan het Lago d'Orta. Het is gelegen tegenover het eiland Isola San Giulio. Bij de plaats ligt ook een Sacro Monte die bestaat uit een twintigtal kapellen.

## Foto's

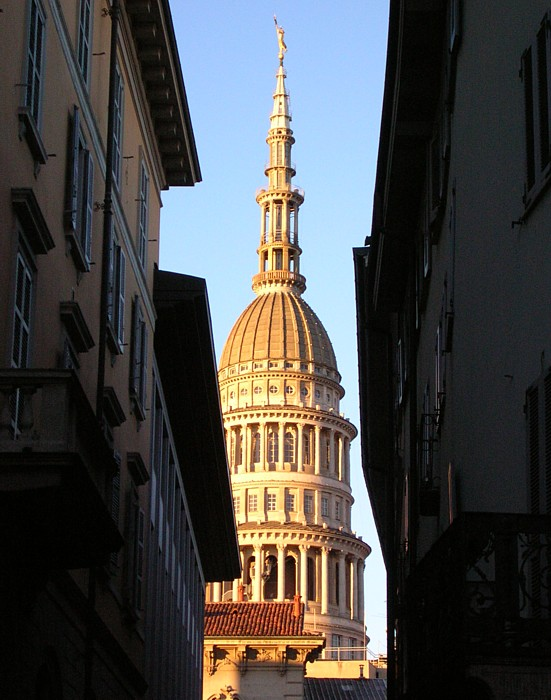
San Gaudenzio

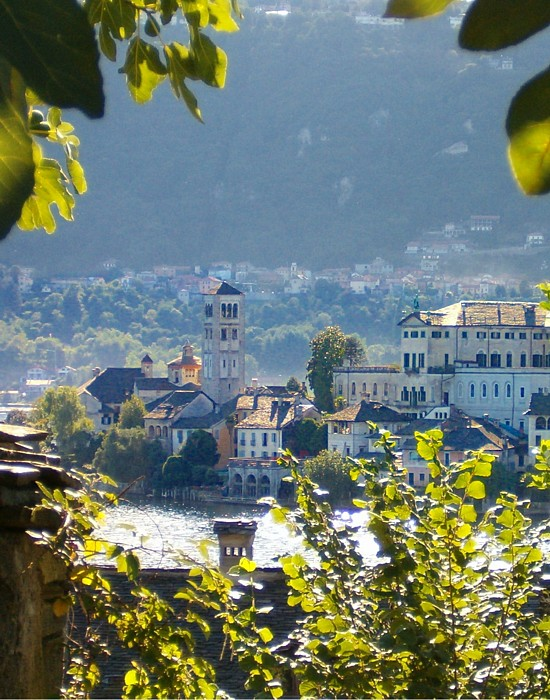
Isola S. Giulio

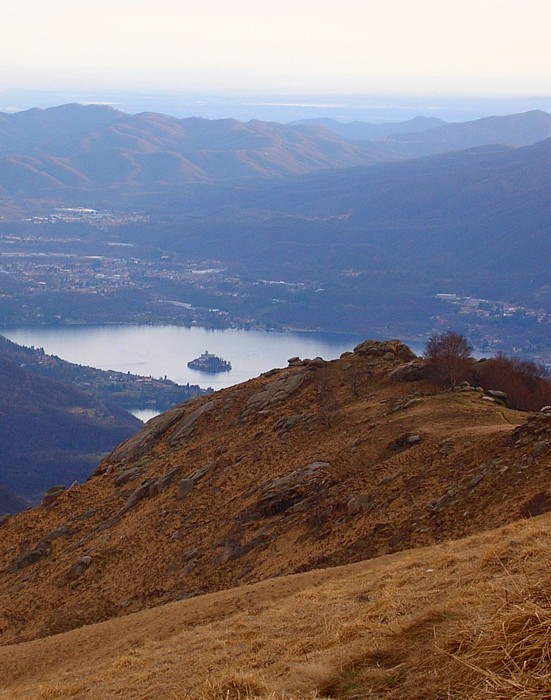
Mottarone

## Belangrijke plaatsen
- Novara (101.921 inw.)
- Borgomanero (20.046 inw.)
- Arona (14.310 inw.)